# قضية كومبوك

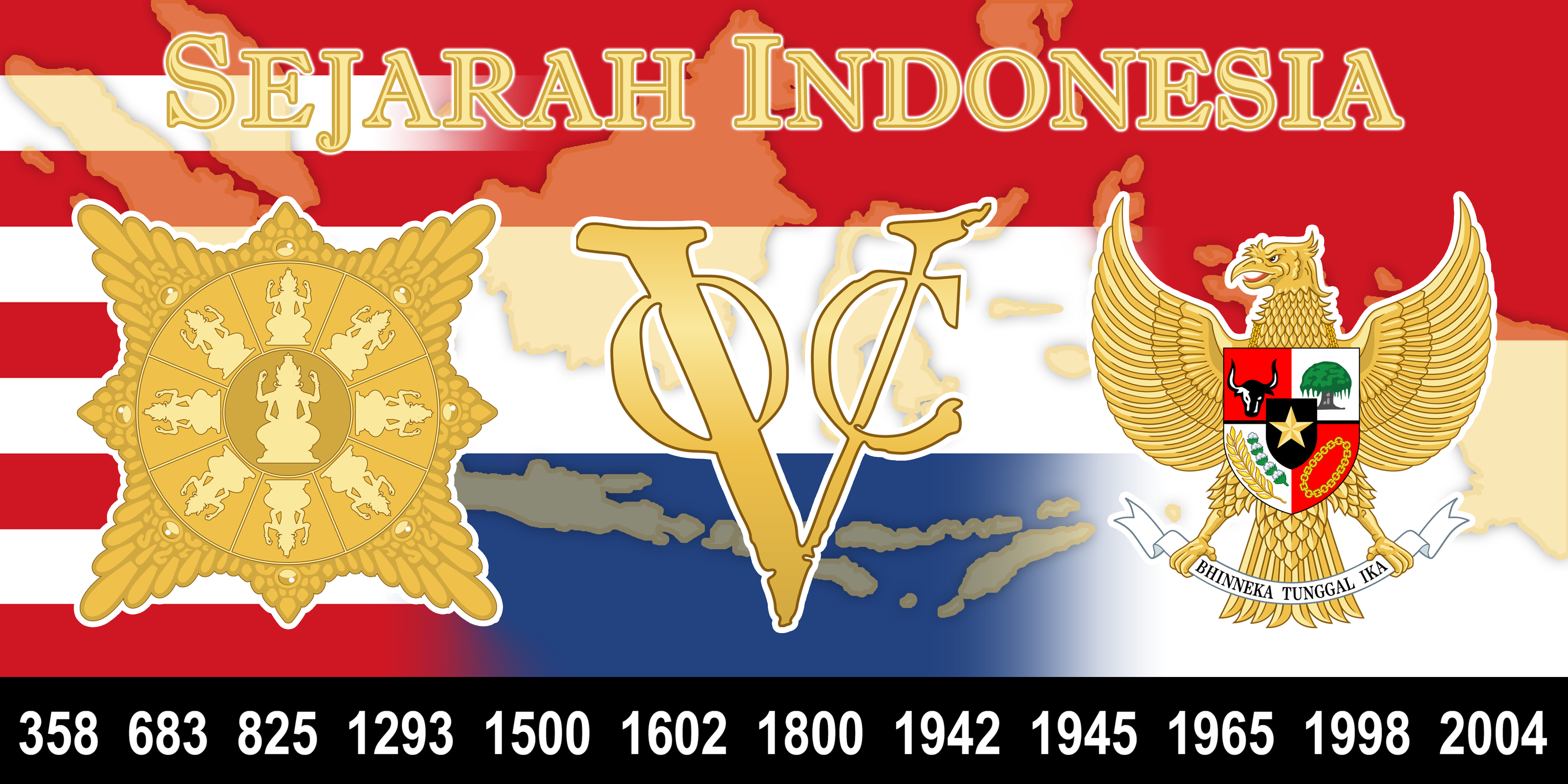

قضية كومبوك والمعروف أيضًا باسم حرب كومبوك كانت سلسلة من المعارك التي وقعت في بيدي ريجنسي في آتشيه في جزر الهند الشرقية الهولندية بين 2 ديسمبر 1945 و16 يناير 1946. اندلع الصراع بين العلماء الذين دعموا إعلان استقلال إندونيسيا واتحدوا مع بيرساتوان أولاما سيلورو آتشه، ضد الأرستقراطيون المحليون الذين واصلوا دعم الحكم الاستعماري الهولندي، مما تسبب في ثورة في النسيج الاجتماعي للشعب الأتشيني في ذلك الوقت.